# Погорелка (Пестяковский район)
Погорелка — деревня в Пестяковском районе Ивановской области России. Входит в состав Пестяковского сельского поселения.

## География
Деревня находится в юго-восточной части Ивановской области, в зоне хвойно-широколиственных лесов, на правом берегу реки Воронихи, при автодороге 24К-260, на расстоянии примерно 1 километра (по прямой) к западу-северо-западу от посёлка городского типа Пестяки, административного центра района. Абсолютная высота — 113 метров над уровнем моря.

### Климат
Климат характеризуется как умеренно континентальный, с умеренно холодной многоснежной зимой и относительно тёплым влажным летом. Средняя температура воздуха самого холодного месяца (января) — −12 °C (абсолютный минимум — −30 °C); самого тёплого месяца (июля) — 17 °C (абсолютный максимум — 37 °C). Продолжительность безморозного периода составляет около 129 дней. Годовое количество атмосферных осадков составляет 530—570 мм, из которых большая часть выпадает в тёплый период. Устойчивый снежный покров держится в течение 135—150 дней.

### Часовой пояс
Деревня Погорелка, как и вся Ивановская область, находится в часовой зоне МСК (московское время). Смещение применяемого времени относительно UTC составляет +3:00.

## Население
| 1859 | 1905 | 2010 |
| ---- | ---- | ---- |
| 75   | ↘55  | ↘22  |

### Национальный состав
Согласно результатам переписи 2002 года, в национальной структуре населения русские составляли 97 % из 29 чел.